# Glycaspis yilgarniensis
Glycaspis yilgarniensis är en insektsart som beskrevs av Moore 1970. Glycaspis yilgarniensis ingår i släktet Glycaspis och familjen rundbladloppor. Inga underarter finns listade i Catalogue of Life.